# Isoetes × louisianensis
Isoetes × louisianensis là một loài dương xỉ trong họ Isoetaceae. Loài này được Thieret pro. sp. mô tả khoa học đầu tiên năm 1973.
Danh pháp khoa học của loài này chưa được làm sáng tỏ. 